# Sune Larsson
Pour les articles homonymes, voir Larsson.
Sune Larsson, né le 21 juin 1930, est un ancien fondeur suédois.

## Championnats du monde
- Championnats du monde de ski nordique 1954 à Falun 
  -  Médaille de bronze en relais 4 × 10 km.